# Мартёшкин, Александр Александрович
Алекса́ндр Алекса́ндрович Мартёшкин (бел. Аляксандр Аляксандравіч Марцёшкін; 29 июня 1970) — белорусский футболист, вратарь.

## Биография

### Карьера игрока
В составе солигорского «Шахтёра» защищал ворота 110 игр подряд без замен, оставаясь долгое время по этому показателю лидером белорусского чемпионата.
В составе азербайджанского «Хазара» участвовал в квалификационном раунде Кубка УЕФА.

### Карьера тренера
Работал тренером вратарей в клубах «Верас» (Несвиж), ФК «Клеческ», детской школе ФК «Минск».
С августа 2011 года тренировал вратарей в «Торпедо-БелАЗ» из города Жодино. В ноябре 2012 года в одном матче исполнял обязанности главного тренера жодинского клуба.
С декабря 2012 стал тренером вратарей молодёжного состава минского «Динамо», совмещая с работой в клубе «Берёза-2010».

## Достижения
Вошёл в рейтинг вратарей — обладателей самых длинных сухих серий в истории футбола по версии IFFHS. На момент включения находился на 253-й строке, к концу 2012 опустился на 277 позицию. В 2000 году был признан лучшим вратарём Белоруссии. А также в этом году отыграл наибольшее количество сухих минут — матчей.